# Ztraceni
Ztraceni (v anglickém originále Lost) je televizní seriál americké stanice ABC, natočený a odvysílaný v letech 2004 až 2010.
Hlavním motivem je osud přeživších cestujících ze zříceného letadla společnosti Oceanic Airlines, které letělo ze Sydney do Los Angeles, na tajemném tropickém ostrově v jižním Pacifiku. Děj se zabývá vztahy mezi trosečníky, na ostrově se ale objevují další postavy a jednou z rovin jsou tzv. „flashbacky“, které popisují minulost jednotlivých osob formou vzpomínek. Od posledního dílu třetí řady nahrazují flashbacky v některých dílech tzv. „flashforwardy“, jež ukazují budoucnost postav.
Seriál byl vytvořen Damonem Lindelofem, J. J. Abramsem a Jeffreym Lieberem a je převážně natáčen na havajském ostrově Oahu. Pilotní epizoda byla poprvé uvedena 22. září 2004. Kvůli velkému množství herců, tvůrců a nákladům a kvůli točení na Havaji, jsou Ztraceni jedním z nejdražších televizních seriálů, např. pilotní díl stál 10 miliónů dolarů.
V Česku se seriál poprvé objevil 22. ledna 2005 na kabelovém kanále AXN, kde bylo postupně odvysíláno všech 6 řad vždy jen s několikaměsíčním zpoždění po americkém uvedení. Na celoplošném kanálu TV Nova začalo vysílání 3. září 2006, televize si připravila vlastní verzi dabingu, ale kvůli klesající sledovanosti uvedla jen 4 řady. Seriál začala 16. září 2013 uvádět i Prima Cool, která odvysílala všech 6 sérií s českým dabingem (ve verzi od AXN).

## Postavy a obsazení
Z 324 lidí na palubě je zde 46 počátečních přeživších (46 lidí a 1 pes) rozprostřených na třech místech dopadu trosek letadla. První řada představila 14 řádných mluvících postav, čímž se stala seriálem s druhou největší obsazeností v americkém hlavním vysílacím čase – hned za Zoufalými manželkami.[zdroj⁠?!] Zatímco velké množství protagonistů dělá Ztracené o dost dražší na produkci, scenáristé mají výhodu v tom, že mohou ve scénáři volit mezi více možnostmi.
Počáteční řada měla 14 hlavních rolí; Naveen Andrews ztvárnil dřívějšího člena Irácké republikánské gardy Sayida Jarraha; Emilie de Ravin hrála těhotnou Australanku Claire Littletonovou; Matthew Fox hrál potížistického doktora a hlavního protagonistu Jacka Shepharda; Jorge Garcia zobrazoval Huga „Hurleyho“ Reyese, nešťastného výherce loterie; Maggie Grace byla představitelkou Shannon Rutherfordové, bývalé učitelky tance; Josh Holloway ztvárnil podvodníka Jamese „Sawyera“ Forda; Yunjin Kim hrála Sun-Hwa Kwonovou, dceru mocného korejského obchodníka a gangstera, s Danielem Dae Kimem jako jejím manželem Jin-Soo Kwonem, synem chudého rybáře; Evangeline Lilly ztvárnila uprchlou Kate Austenovou; Dominic Monaghan představoval drogově závislou bývalou rockovou hvězdu, Charlieho Pace; Terry O'Quinn ztvárnil tajemného Johna Lockea; Harold Perrineau mladší představoval stavaře Michaela Dawsona, zatímco dětský herec Malcolm David Kelley hrál jeho mladého syna Walta Lloyda; Ian Somerhalder zobrazoval Boona Carlylea, který před havárií pomáhal matce ve svatební kanceláři a byl nevlastní bratr Shannon; Boone byl jednou z hlavních postav, která byla zabita; zemřel na konci první řady.
| Postava             | Herec                   | Český dabing                                           | Český dabing               |
| Postava             | Herec                   | AXN                                                    | Nova                       |
| ------------------- | ----------------------- | ------------------------------------------------------ | -------------------------- |
| Jack Shephard       | Matthew Fox             | Saša Rašilov (1. a 2. řada) Michal Dlouhý (3. řada)    | David Novotný              |
| Kate Austen         | Evangeline Lilly        | Jitka Moučková                                         | Tereza Bebarová            |
| John Locke          | Terry O'Quinn           | Jaromír Meduna                                         | Jiří Plachý                |
| James „Sawyer“ Ford | Josh Holloway           | Pavel Vondra                                           | Zdeněk Podhůrský           |
| Charlie Pace        | Dominic Monaghan        | Jan Dolanský (1. a 2. řada) Petr Burian (2. a 3. řada) | Jan Maxián                 |
| Sayid Jarrah        | Naveen Andrews          | Filip Švarc                                            | Petr Burian                |
| Claire Littleton    | Emilie de Ravin         | René Slováčková                                        | Sabina Laurinová           |
| Hugo „Hurley“ Reyes | Jorge Garcia            | Bohdan Tůma                                            | Bohdan Tůma                |
| Shannon Rutherford  | Maggie Grace            | Jitka Ježková                                          | Kateřina Petrová           |
| Walter „Walt“ Lloyd | Malcolm David Kelley    | Jan Rimbala                                            | Petr Neskusil              |
| Jin-Soo Kwon        | Daniel Dae Kim          | Ivo Novák                                              | Svatopluk Schuller         |
| Sun-Hwa Kwon        | Yunjin Kim              | Tereza Chudobová                                       | Hana Krtičková             |
| Benjamin Linus      | Michael Emerson         | Miroslav Táborský                                      | Jaroslav Kaňkovský         |
| Ana Lucia Cortez    | Michelle Rodriguez      | Vanda Hybnerová                                        | Apolena Veldová            |
| Juliet Burke        | Elizabeth Mitchell      | Dana Černá                                             | Petra Hanžlíková-Tišnovská |
| Michael Dawson      | Harold Perrineau mladší | Marek Libert                                           | Martin Stránský            |
| Boone Carlyle       | Ian Somerhalder         | Filip Jančík                                           | Filip Švarc                |
| Elizabeth „Libby“   | Cynthia Watrosová       | Miriam Chytilová                                       | Martina Hudečková          |

## Vysílání
| Řada | Díly | Premiéra v USA | Premiéra v USA  | Premiéra v ČR  | Premiéra v ČR     |
| Řada | Díly | První díl      | Poslední díl    | První díl      | Poslední díl      |
| ---- | ---- | -------------- | --------------- | -------------- | ----------------- |
| 1    | 25   | 22. září 2004  | 25. května 2005 | 22. ledna 2005 | 2005              |
| 2    | 24   | 21. září 2005  | 24. května 2006 | 22. ledna 2006 | 2006              |
| 3    | 23   | 4. října 2006  | 23. května 2007 | 11. února 2007 | 2007              |
| 4    | 14   | 31. ledna 2008 | 29. května 2008 | 6. dubna 2008  | 2008              |
| 5    | 17   | 21. ledna 2009 | 13. května 2009 | 6. dubna 2009  | 27. července 2009 |
| 6    | 18   | 2. února 2010  | 23. května 2010 | 12. dubna 2010 | 26. července 2010 |

### 1. série (2004–2005)
První řada se vysílala na TV Nova od září 2006 do března 2007. Česká kabelová stanice AXN uvedla první sérii už v roce 2005. První sezóna má 24 epizod. Po ztroskotání letu 815 společnosti Oceanic se ocitne skupina zachráněných na zdánlivě opuštěném tropickém ostrově, kde musejí všichni spolupracovat, aby přežili. Ostrov je ale plný překvapení – objeví se zde např. polární medvěd, tušení obyvatelé ostrova s nepřátelskými úmysly, kteří jsou nazýváni „druzí“; Francouzka, která na ostrově ztroskotala již před více než 16 lety. Dojde také k objevení poklopu zakopaného do země uprostřed džungle. Několik ztracených se pokusí opustit ostrov na voru.

### 2. série (2005–2006)
Druhá řada se vysílala na TV Nova od března do srpna 2007. Stanice AXN uvedla druhou řadu v roce 2006. Celkem má druhá řada 23 epizod. Příběh pokračuje 43 dní po havárii letadla a zaměřuje se na zvětšující se konflikt mezi ztracenými a „druhými“. Nejvýraznějším motivem je odkrytí poklopu a objevení krytu s počítačem, do kterého je nutno každých 108 minut zadat čísla „4 – 8 – 15 – 16 – 23 – 42“. Zatímco některé záhady ostrova jsou rozluštěny, nové se objevují. Přicházejí také nové postavy – ostatní zachránění ze zadní části letadla, kteří byli dosud na druhé straně ostrova, a také starší obyvatelé ostrova, jako např. Desmond, který poslední tři roky strávil v krytu pod poklopem. Dozvídáme se také další novinky z „předešlých“ životů ztracených. Po prozkoumání krytu se ztracení poprvé dozví o Dharmské iniciativě; jeden ze ztracených se nakonec rozhodne zradit ty ostatní a také se objasní možná příčina nehody letadla.

### 3. série (2006–2007)
Třetí řadu vysílala TV Nova do ledna 2008, na AXN skončila v červnu 2007. Příběh pokračuje 67 dní po ztroskotání. Kromě hlavních postav se děj začne zabývat také některými z ostatních ztracených a „druhými“. Ztraceni se dovídají čím dál víc než o ostrově, tak o „druhých“. Kate, Jack a Sawyer jsou uneseni „druhými“. Jack pomůže Kate a Sawyerovi utéci. Následně s Kate, Lock, Sayid jdou Jacka hledat. Když Jackův pokus o opuštění ostrova ztroskotá, zůstává s ostatními, kteří odešli z vesnice „druhých“. Kate je spoutána s Juliet, obě se poté vrací s Jackem, Sayidem do tábora; Lock pomocí menší lsti donutí Sawyera, aby zabil pravého Sawyera (Lockova otce). Díky této lsti je Locke zaveden za Jacobem, který jak se zdá je neviditelný. Ve flashbacku Bena se dozvídáme, že je to on kdo pomohl původním obyvatelům ostrova, aby porazili základnu Dharma iniciativy. Po návratu z výpravy za Jacobem Ben rozhoduje, že útok na tábor našich hrdinů provedou o den dříve než bylo plánováno. Jack se v táboře již připravuje na jejich příchod, o němž ví díky Juliet a Sawyerovi, avšak počítají s příchodem až na další den. Varuje je však Karl, jeden z „druhých“, a tak s pomocí Francouzky Rousseauové nastraží na druhé past a vydají se k vysílací věži, aby zavolali na loď, která připlula k ostrovu a vyslala na ostrov Naomi. Jacka před voláním na loď varuje Ben, ale on ho neposlechne a nezastaví ho ani Locke, který zabije Naomi.

### 4. série (2008)
První díl této série byl odvysílán v USA 31. ledna 2008, poslední díl 30. května téhož roku. První epizoda se odehrává 91. den po ztroskotání, tedy ve stejný den jako poslední epizoda třetí série. Většina epizod již není doplněna flashbacky, ale flashforwardy, které postupně ukazují, jak se vede zachráněným lidem zpět v civilizaci: Hurleymu, Sayidovi, Kate, Aaronovi, Sun a Jackovi. Všichni tito zachránění tvoří skupinu zvanou Oceanic 6. V prvním díle se přeživší rozdělí na dvě skupiny; první odvede Locke do bývalé vesnice „druhých“, druhou a větší Jack zpět na pláž, kde chce počkat na záchranu od lidí z lodi. Ti následující den skutečně přiletí ve vrtulníku, ale nezdá se, že by chtěli přeživší zachránit. Postupně se odhaluje, že na lodi jsou žoldáci najatí Widmorem, aby získali Bena, který je však Lockovým zajatcem. Benovi se však podaří žoldákům utéct a ve finále série je s pomocí ostatních „druhých“ zlikvidovat. V posledním dílu sezóny se snaží přeživší z pláže přemístit na loď, aby unikli hrozbě žoldáků, na lodi však vybuchne bomba, nainstalovaná jedním z žoldáků. Oceanic 6, která letí na loď vrtulníkem, tam nemůže přistát, ale když se chce vrátit na ostrov, tak ho Ben pomocí kola ukrytého v podzemí přemístí a sám se teleportuje do Tuniska.

### 5. série (2009)
Pátá série se začala vysílat 21. ledna 2009 v USA a má 16 dílů (poslední epizoda je opět dvojdíl). Hlavní zápletku tvoří návrat Oceanic 6 na ostrov pod vedením Bena, aby zachránili zbylé přeživší, kteří zůstali na ostrově. Ovšem celý děj je zamotaný přesuny v čase, Dharma iniciativou a novými záhadami. V poslední epizodě se dozvídáme, že Jacob, oficiální a mýty opěvovaný vůdce druhých, skutečně existuje a má podivného oponenta, který vymyslí způsob, jak Jacoba zabít.

### 6. série (2010)
Šestá série se začala vysílat od 2. února 2010 a poslední epizoda série a tedy i celého seriálu s názvem „The end“ byla odvysílána v USA 23. května 2010. Celkem má 6. série 17 epizod (sedmnáctá s dvojnásobným časem); děj zde tvoří převážně objasňování všech záhad nastolených v předchozích sériích, jako je skutečná existence Jacoba, věk a původ Richarda Alperta, původ černého kouře, sochy a jiných. Hlavní myšlenkou ale je nalézt nástupce za mrtvého Jacoba.

### Speciály
Jako speciály je možné označit pořady, které rekapitulují děj předchozích dílů seriálu nebo přinášejí zajímavosti ze zákulisí a rozhovory s herci či tvůrci. Děj seriálu však nikterak neposouvají.